# Poaka graminicola
Poaka graminicola är en spindelart som beskrevs av Forster och Wilton 1973. Poaka graminicola ingår i släktet Poaka och familjen mörkerspindlar. Inga underarter finns listade i Catalogue of Life.